# Знаменка (Минусинский район)
Зна́менка — село в Минусинском районе Красноярского края, административный центр Знаменского сельсовета.

## История
Первое поселение на территории села возникло в 1737 году, когда в этом месте началось строительство Луказского (варианты названия: лугазского, лугавского) медноделательного завода. Решение о его создании было принято одновременно с решением о строительстве Ирбинского железоделательного завода. Своё название завод получил от реки Лугазки (современное название — Лугавка), на которой был расположен.
Место для строительства было выбрано с учётом рельефа — небольшая котловина со всех сторон окружена холмами, что скрывало завод от набегов местных кочевых племён. Сыграло свою роль и изобилие в округе леса, служившего в качестве строительного материала, а также топлива. Однако спустя несколько лет после начала работы завод был закрыт в связи с нерентабельностью.
О происхождении названия села имеется легенда, в соответствии с которой во время пожара в местной церкви осталась невредимой лишь одна икона — икона Знамения. В результате название этой иконы и дало имя селу.

## Население
| 2010 |
| ---- |
| 2262 |

## Инфраструктура
В селе имеется полная средняя школа, детский сад, почта, дом культуры, несколько частных торговых предприятий. Через село первоначально, до постройки объездной дороги, проходила автомобильная трасса М54 «Енисей».
Помимо местного сельхозпредприятия, основным работодателем долгое время был спиртзавод, работавший на местном сырье (пшенице). Завод был построен ещё до революции, после неё стал называться Пролетарским спиртзаводом. После акционирования в 90-е годы XX века стал филиалом расположенного в Минусинске предприятия по производству алкогольных напитков «Минал». В 2006 году производство на спиртзаводе было остановлено вместе с производством на основном предприятии в связи с банкротством.

## Известные уроженцы и жители
- Белов, Евгений Владимирович (1942—2015) — советский и российский дипломат, Чрезвычайный и Полномочный Посол Российской Федерации в Республике Таджикистан (1996—2000).